# Saarlouis

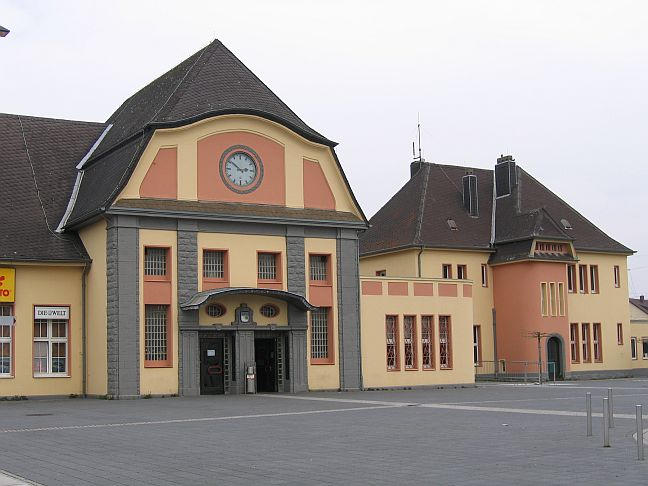
Gara

Saarlouis este o localitate în districtul Saarlouis, landul Saarland, Germania.
 Regatul Franței 1680–1792

 Prima Republică Franceză 1792–1804

 Primul Imperiu Francez 1804–1815

 Regatul Prusiei 1815–1871

 Imperiul German 1871–1918

 Saar 1920–1935

 Imperiul German 1935–1945

 Saar 1947–1956

 Republica Federală Germană 1957–prezent 
1. ↑   https://www.saarlouis.de/rathaus/stadtverwaltung/der-oberburgermeister/, accesat în 7 martie 2025 Lipsește sau este vid: |title= (ajutor)
2. ↑  Alle politisch selbständigen Gemeinden mit ausgewählten Merkmalen am 31.12.2018 (4. Quartal) (în germană), Statistisches Bundesamt[*], arhivat din original la 10 martie 2019, accesat în 10 martie 2019